# Educazione

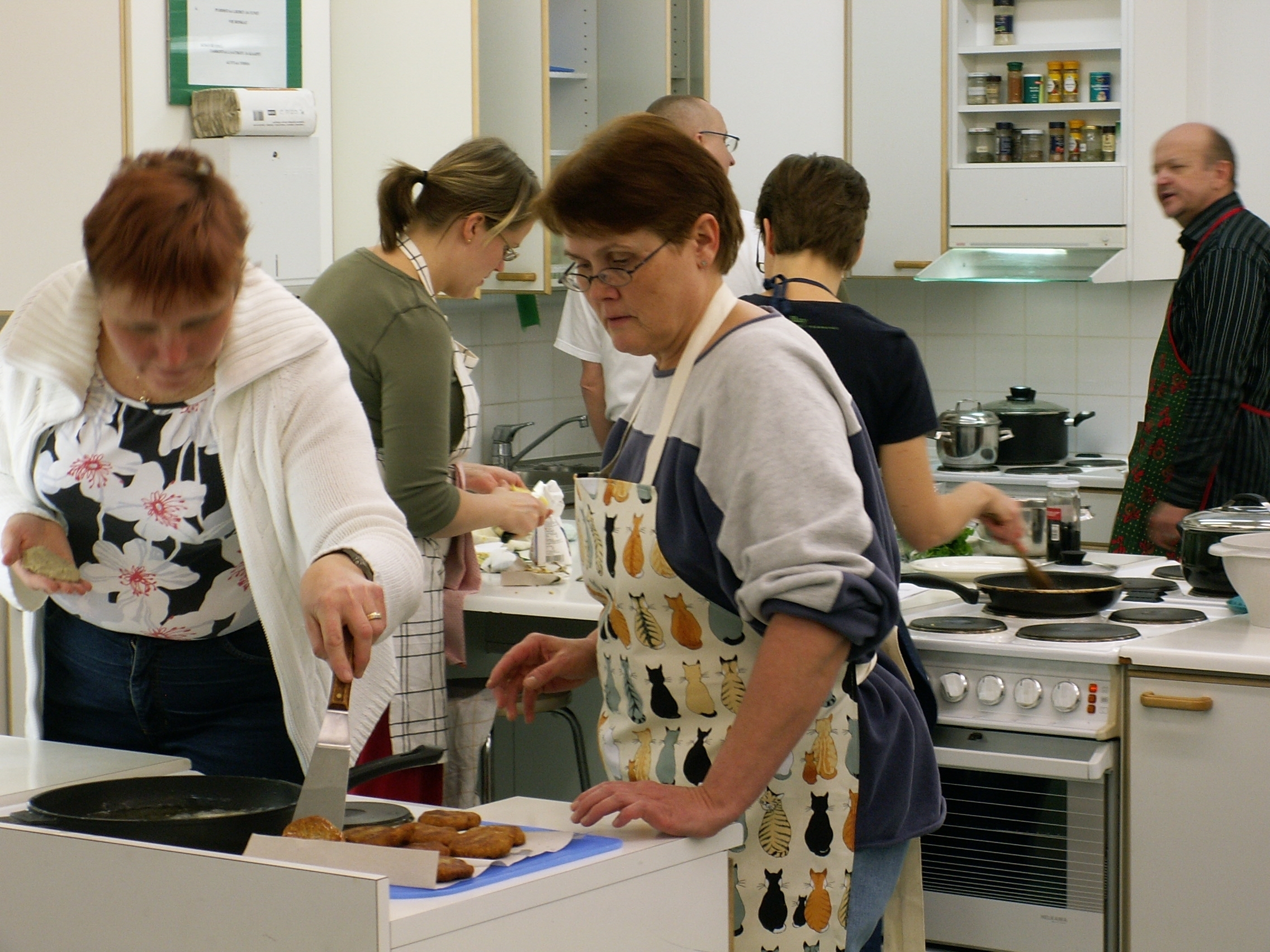
Centro finlandese di educazione per la salute e il benessere degli adulti

L'educazione (dal verbo latino educĕre o educare, entrambi con il significato di «trarre fuori») è l'attività, influenzata nei diversi periodi storici dalle varie culture, volta allo sviluppo e alla formazione di conoscenze e facoltà mentali, sociali e comportamentali in un individuo.
Il termine è spesso ritenuto complementare a insegnamento o istruzione anche se quest'ultima tende a indicare metodologie più spiccatamente "trasmissive" dei saperi. Tuttavia, sebbene le strategie istruzionali possano essere parte di un percorso educativo, il significato di educazione è più ampio e mira a estrapolare e potenziare anche qualità e competenze inespresse.
Se dal punto di vista etimologico il significato della parola appare chiaro, nella lingua italiana il suo utilizzo, rispetto a termini come istruzione o formazione, è talvolta equivoco anche in testi normativi e pedagogici.
In italiano il termine educato è anche sinonimo di un individuo che segua una condotta sociale corretta rispetto a norme non necessariamente codificate (benché di generale condivisione), le cosiddette "buone maniere" quali la "gentilezza", l'"urbanità", ecc. Un altro motivo di confusione è dovuto al diverso uso che si fa del termine educazione in altre lingue (ad es. nella lingua inglese con "education" si tende spesso a indicare "istruzione"). La stretta connessione che c'è tra il sapere acquisito da un individuo e il suo comportamento rendono le due parole apparentemente sinonime in vari contesti.
Esistono tre tipi di educazione: la formale, la non formale e l'informale. La prima disciplina che studiò sistematicamente i problemi dell'educazione fu la pedagogia, che si concentrò sull'educazione infantile. In tempi moderni nacquero poi le scienze dell'educazione e della formazione, che trattarono anche l'educazione continua in età adulta, rendendo questa accezione di "formazione" un sinonimo di educazione.

## Storia

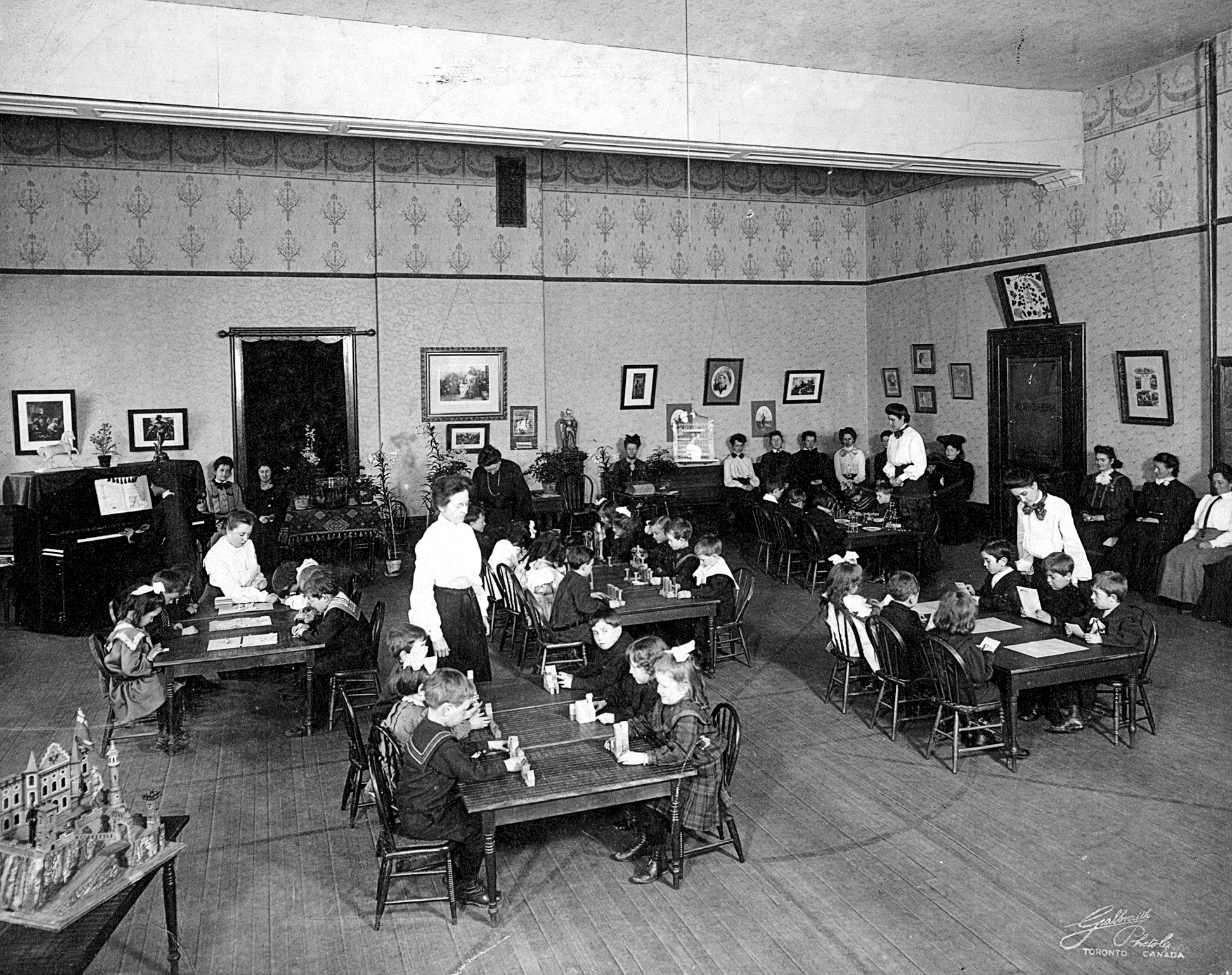
Studenti-insegnanti praticano l'insegnamento in un asilo della Normal School di Toronto in Canada nel 1898

L'evoluzione della cultura e della società umana sono strettamente legate al processo di acquisizione di conoscenza unitamente a quello di costruzione e trasmissione di saperi. Nelle società preletterate la trasmissione attraverso le diverse generazioni avveniva mediante la memorizzazione delle tradizioni orali e l'imitazione. L'invenzione della scrittura rese maggiormente possibile non solo la preservazione, ma anche la diffusione del sapere. Ciò contribuì a trasformare sensibilmente i processi educativi e diede l'opportunità di emergere alle prime esperienze di educazione formale. Forme di scolarizzazione di questo tipo esistevano nell'antico Egitto già in un periodo compreso tra il 3000 e il 500 a.C.
Il termine educazione è strettamente legato a quello di pedagogia, disciplina che, secondo la moderna accezione, si occupa del suo studio sistematico.
Nella Grecia antica del 400 a.C., il sistema educativo denominato paideia ad Atene e agoghé a Sparta, coinvolgeva non solo le istituzioni scolastiche ma riguardava la partecipazione alla cultura greca nel suo complesso.
Secondo la filosofia socratico-platonica, imparare altro non è che un "tirar fuori" una conoscenza, che già esiste nell'individuo e che deve essere "condotta fuori" tramite un processo adatto, e-ducere («trarre da» in latino). Col Metodo socratico della maieutica, esposto da Platone nel Teeteto, attraverso l'arte della dialettica, paragonata da Socrate a quella della levatrice di "far partorire", il filosofo permetteva all'allievo di "tirar fuori" pensieri personali, appartenenti a una conoscenza già da esso posseduta. Tale metodo si opponeva a quello di coloro che volevano invece, tramite la retorica e la persuasione, imporre le proprie vedute agli altri come facevano i Sofisti.
Nel 350 a.C. il filosofo greco Aristotele, nella sua Politica, sosteneva che "l'educazione deve essere un oggetto di controllo pubblico, non privato". 
Il modello greco della paideia venne in seguito ripreso e diffuso dai Romani, dai quali ricevette la sua forma umanistica occidentale più nota, e fatto proprio con vari adattamenti dai pensatori medievali e rinascimentali.
Nel 1631 il pedagogista ceco Comenio, nel suo Didactica magna ritiene che, al momento della nascita, la natura conferisca al bambino unicamente i "semi della scienza, della moralità e della religiosità", ma questi diventano di proprietà di ogni uomo soltanto attraverso l'educazione. Secondo il suo pensiero l'educazione è un'attività necessaria a stimolare questi "semi", che hanno quindi la potenzialità di guidare il processo di "umanizzazione": "l'uomo non può divenire tale fino a quando non è educato".
Per il filosofo inglese John Locke (1632-1704), l'educazione si attua grazie all'intervento e alla sorveglianza interpersonale che si stabilisce tra il precettore e il bambino.
Il filosofo tedesco Immanuel Kant (1724-1804) apprezza il fatto che l'educazione sfrutti la natura umana a beneficio della società: "è piacevole pensare che l'umanità si svilupperà meglio per mezzo dell'istruzione e che potrà arrivare a dare forma e a convivere con la differenza. Questa prospettiva rivela una felicità futura per l'umanità."

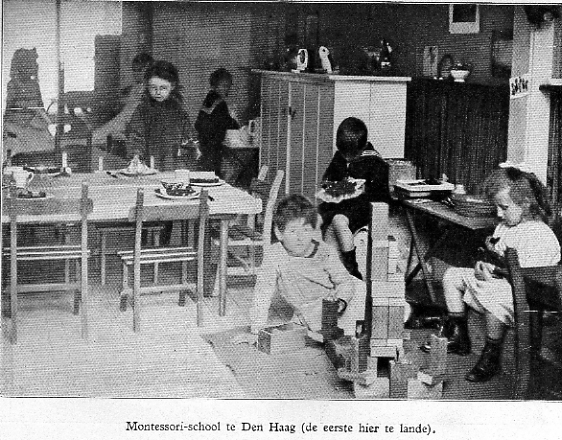
Foto della prima scuola Montessori nei Paesi Bassi, L'Aia 1915

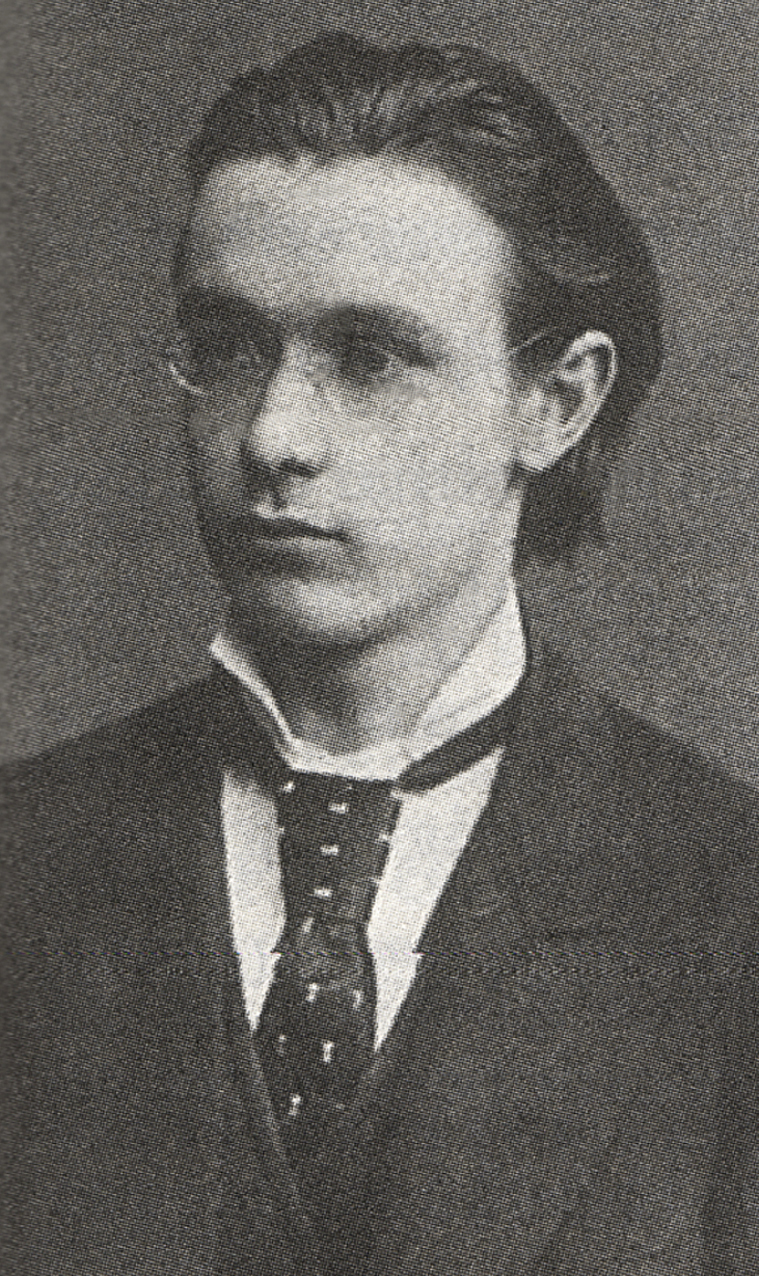
Rudolf Steiner ancora studente nel 1882

Con il filosofo statunitense Emerson (1803-1882) e le scuole a lui ispirate, invece, l'educazione si prospetta anzitutto come autoeducazione e come autocoltivazione che dura per tutta la vita.
Dal 1910 si diffusero, dapprima negli Stati Uniti, le metodologie educative proposte dalla pedagogista italiana Maria Montessori che posero in evidenza la libertà del bambino, come base per la creatività già presente nella sua natura e dalla quale deve emergere la disciplina.
Nel 1919 il filosofo austriaco Rudolf Steiner propone una teoria educativa nota come "Educazione Steineriana" o "Waldorf" nella quale l'apprendimento è interdisciplinare e integra elementi di operatività artistici e concettuali. L'approccio enfatizza il ruolo dell'immaginazione nell'educazione sviluppandosi in un percorso basato sulla libertà, creatività, moralità e responsabilità integrate nell'individuo.
Nel 1918 lo statunitense John Franklin Bobbitt nel volume The Curriculum introduce nell'educazione il concetto di curriculum (o "curricolo") e lo spiega come «il corso degli atti e delle esperienze attraverso le quali un bambino diventa adulto». Il termine curriculum come "corso di esperienze formative" pervade anche l'opera di John Dewey (che era in disaccordo con Bobbitt su molti punti essenziali) e che poneva l'accento sul concetto di esperienza ed in particolare sull'esperienza sociale che nasce dall'interazione tra l'uomo e l'ambiente dal quale si sviluppa il pensiero dell'individuo
La ricerca-azione o (action research) teorizzata negli anni quaranta dallo psicologo tedesco Kurt Lewin e le teorie dell'action learning proposta dal britannico Reg Revans (Revans, R. 1983) negli anni cinquanta diedero un importante contributo nello spostamento dell'attenzione dalla teoria educativa alla prassi.
Il comportamentismo e le correnti comportamentiste da un lato, introdussero il concetto che "le cose che fa un organismo, inclusi l'agire, il pensare e il percepire, siano da considerarsi comportamenti" mentre il cognitivismo a sua volta, pose tra l'altro l'accento sugli obiettivi. Si venne a delineare maggiormente l'idea di un processo di apprendimento evidenziato da una serie di comportamenti espliciti del discente al fine di dimostrare l'avvenuto raggiungimento di obiettivi specifici, eventualmente previsti da un "programma" predefinito.

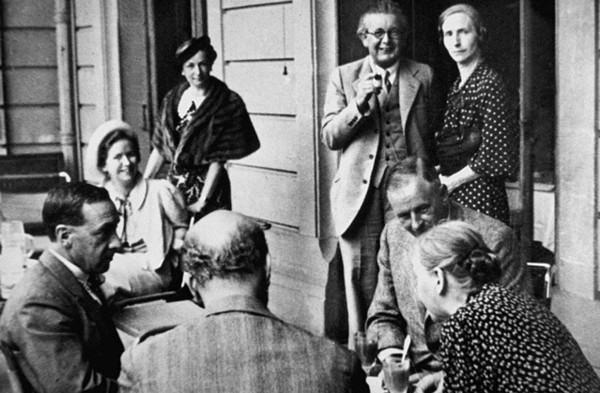
Valentine e Jean Piaget ritratti a una conferenza del Bureau international d'éducation nel 1932

I concetti di project management, l'epistemologia genetica (proposta negli anni cinquanta dallo svizzero Jean Piaget) nonché le correnti costruttiviste insieme a quelle costruzioniste di Seymour Papert contribuiscono a modificare ulteriormente il concetto di processo educativo. Questo, da atto fondamentalmente impegnato alla trasmissione di nozioni e semplici istruzioni, diventa un percorso complessivo, mirante a favorire la costruzione della conoscenza.
Gradualmente, nei processi di educazione formale, l'utilizzo del "programma" diventa una prassi importante. Il concetto di "programma" viene poi sostituito da quello di "progetto educativo" e in particolare dalla "progettazione educativa per competenze" si descrivono non solo i saperi da "trasmettere" ma anche i percorsi educativi da attuare per rendere possibile la formazione delle competenze che dovranno essere acquisite dai discenti. Intendendo per competenza la capacità di applicare determinate conoscenze in uno specifico contesto, al fine di raggiungere dei risultati previsti, mediante l'adozione di comportamenti adeguati.
Partendo dal concetto di scaffolding, termine usato come metafora per indicare l'intervento di una persona più esperta e utilizzato per la prima volta in ambito psicologico da Jerome Bruner, David Wood e Gail Ross nel 1976 nell'educazione individualizzata si afferma in Italia il cosiddetto "sfondo integratore", metodologia di progettazione educativa utilizzata nell'ambito dell'integrazione scolastica di alunni con disabilità.
Tale strumento considera anche la teoria di “zona di sviluppo prossimale” teorizzata da Lev Semënovič Vygotskij, e rivolge particolare attenzione all'organizzazione degli elementi dell'ambiente (soprattutto spazi, materiali, tempi) e all'utilizzo di elementi mediatori o organizzatori delle attività (in linea con la pedagogia istituzionale). La prima elaborazione del costrutto è contenuta in (Zanelli, 1986).
Notevole impatto sulle teorie dell'educazione ha avuto la teoria delle intelligenze multiple (theory of multiple intelligences) proposta da Howard Gardner nel 1983 che, considerando priva di fondamento la vecchia concezione di intelligenza come un fattore unitario misurabile tramite il Quoziente d'intelligenza (Q. I.), identifica almeno sette manifestazioni differenziate di "intelligenza", ognuna deputata a differenti settori dell'attività umana.

## Diritti umani
L'educazione è un diritto universalmente riconosciuto. Per l'educazione formale in particolare, esistono norme che stabiliscono precise garanzie:
- A livello mondiale gli stati membri dell'ONU nel 1948 sottoscrivono la Dichiarazione universale dei diritti umani che con l'articolo 26 garantisce il diritto all'istruzione. Con la Convenzione Contro la Discriminazione nell'Istruzione[31]: l'UNESCO stabilisce nel 1960 che una parte importante del diritto all'istruzione consiste nella mancanza di discriminazione. Nel 1966 la Convenzione Internazionale sui Diritti Civili e Politici (ICESCR) dell'ONU del 1966 ribadisce il diritto all'istruzione per tutti nell'art. 13.

- A livello europeo sin dal 1953 la Convenzione europea per la salvaguardia dei diritti dell'uomo e delle libertà fondamentali con l'art. 2 del primo protocollo obbliga tutti i Paesi firmatari a garantire forme di educazione appropriate ai propri cittadini. Tale diritto è garantito anche dalla Carta sociale europea, convenzione del Consiglio d'Europa, firmata nel 1961 e rivista nel 1996.
- A livello nazionale quasi tutti i Paesi possiedono legislazioni che garantiscono le fondamentali forme di educazione ai propri cittadini anche se non tutti riescono ad applicarle pienamente. L'Italia nella sua Costituzione stabilisce nell'articolo 33 e soprattutto nell'articolo 34, la garanzia di una scuola aperta a tutti e di istruzione inferiore gratuita e obbligatoria da impartirsi per almeno otto anni. L'obbligo di frequenza e la gratuità non riguardano, al contrario, l'istruzione superiore e quella di livello universitario. La legge fondamentale della Repubblica Italiana stabilisce inoltre che «Enti e privati hanno il diritto di istituire scuole ed istituti di educazione, senza oneri per lo Stato».

## Il processo educativo
È un processo che nelle istituzioni dell'educazione formale richiede un apposito progetto educativo che viene utilizzato anche da organizzazioni volontaristiche come lo scautismo. Generalmente può esplicarsi in presenza di diverse tipologie di specifici contesti, attori e azioni:
- Contesti:

Istituzioni educative formali (scuole, Accademie, Università) non formali (associazioni, club, società sportive, ecc.), informali (famiglia, amici, contesti culturali vari).
- Attori:

Sia gli studenti sia il personale delle istituzioni educative formali sono considerati utenti (utenti esterni e utenti interni) all'organizzazione educativa in quanto soggetti che, in diverse forme, qualità e quantità fruiscono di servizi. Essi sono sottoposti a degli obblighi e doveri e sono tutelati da speciali diritti. L'UNESCO, ha stabilito sin dal 1960 il diritto allo studio degli studenti e nel 1996 le "Raccomandazioni relative allo status degli insegnanti" (Recommendation concerning the status of teachers). Quasi tutti i Paesi del mondo (ma non l'Italia) festeggiano inoltre il 5 ottobre la "Giornata mondiale dell'insegnante" (World Teachers' Day) come proposto dall'UNESCO.

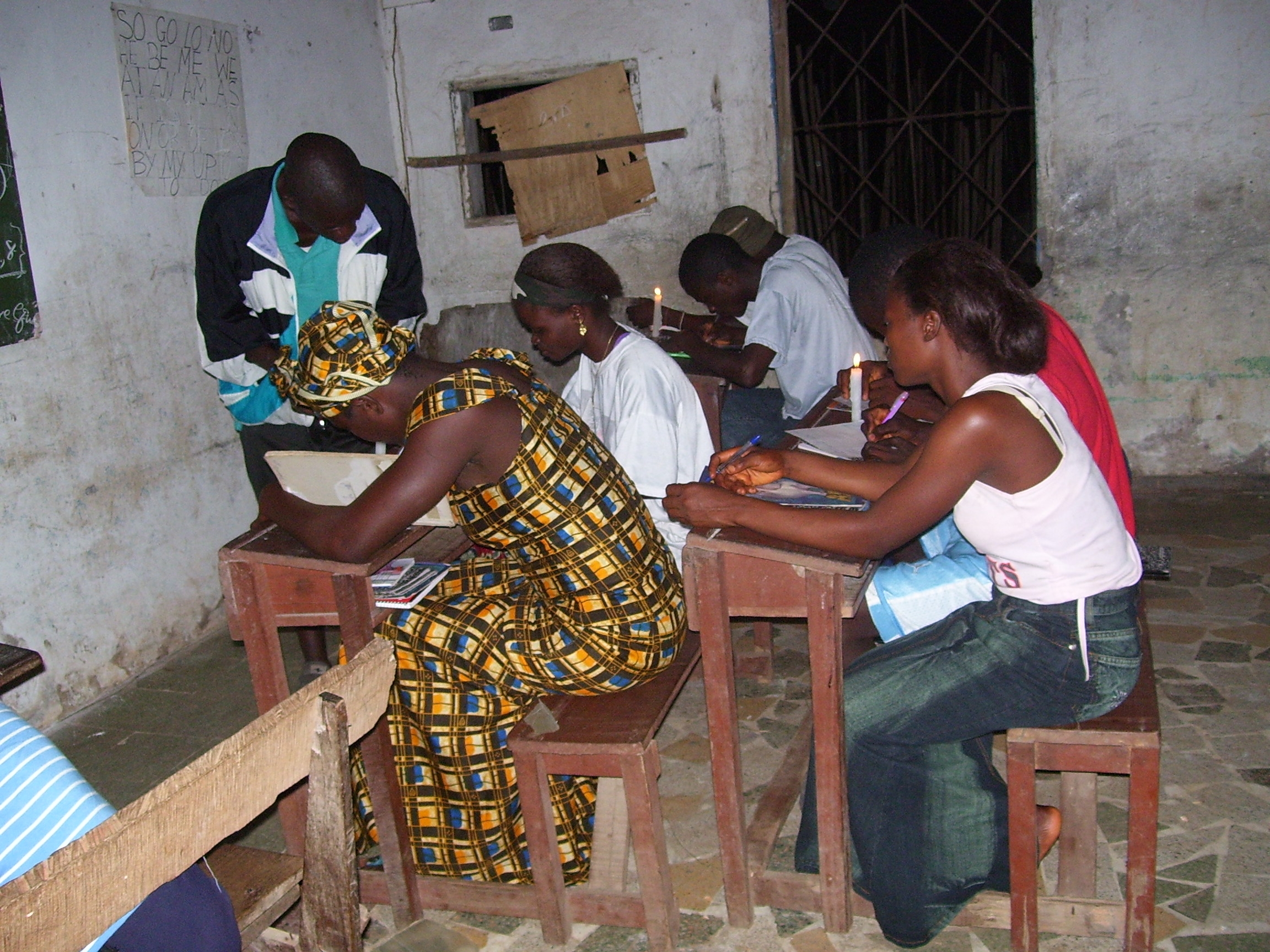
Studenti liberiani di Bong County, mentre fanno lezione a lume di candela nel 2008

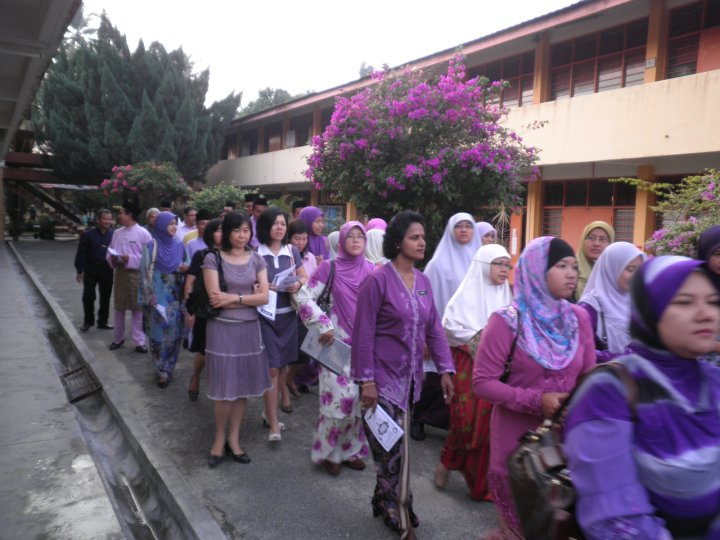
Insegnanti malesi festeggiano il Teacher's day (la giornata mondiale dell'insegnante) festeggiata il 5 ottobre in quasi tutti i Paesi del mondo (non in Italia)

1. Discenti (alunni o studenti) (come figure singole o come comunità di apprendimento): coloro che fruiscono dell'azione educativa.
2. Docenti (come singole figure professionali, appartenenti alla categoria dei lavoratori della conoscenza, o come comunità docente): termine generico riferito a coloro che impartiscono l'azione educativa nei sistemi formali. Nel caso dei sistemi non formali saranno le famiglie o gli educatori unici, i nonni e altri familiari, gli amici, ecc. Compagni di associazioni, squadre sportive, ecc. nel caso dei sistemi informali.
3. Educatori infantili: coloro che operano nelle strutture prescolastiche.
4. Maestri elementari: coloro che esercitano le loro attività di insegnamenti nella scuola primaria.
5. Professori: coloro che esercitano attività di insegnamento in una scuola di grado superiore (scuola secondaria di primo e di secondo grado, università e istituti superiori) come esperti di una disciplina.
6. Educatori professionali socio-pedagogici: coloro che svolgono attività educativa, formativa e pedagogica formale, non formale e informale, nelle varie fasi della vita, in una prospettiva di crescita personale e sociale.
7. Educatori professionali socio-sanitari: coloro che svolgono la loro attività in ambito socio-sanitario all'interno di un progetto terapeutico.
8. Formatori: coloro che preparano le persone a svolgere un'attività, una professione o comunque a iniziare un cambiamento personale.
9. Tutor/Istruttori: coloro che svolgono un ruolo "cerniera" tra le esigenze degli allievi e dei docenti all'interno di un corso di formazione. Tra le varie tipologie si ricordano il Tutor d'aula, il Tutor aziendale, il Tutor FAD e il Tutor dei Circoli di studio, ecc.
10. Animatori socio-educativi: coloro che si inseriscono all'interno di una comunità di apprendimento al fine di rafforzare o supportare, anche dal punto di vista motivazionale, una parte di un intervento educativo.

- Azioni:

"Educare": azione attraverso la quale gli individui sviluppano o perfezionano facoltà e attitudini intellettuali, sociali e fisiche.
"Istruire": azione attraverso la quale idee o concetti vengono trasmessi da parte di un insegnante o di un tutor.
"Insegnare": azioni di uno specifico operatore (insegnante o docente nel caso dei sistemi formali) di mettere in atto specifici percorsi di apprendimento.
Nel caso delle istituzioni educative dei sistemi formali le azioni professionali dei docenti fanno riferimento a tecniche, metodologie e insiemi di pratiche della:
- Didattica: che è la disciplina della pratica educativa e dell'insegnamento. Che si differenzia dalla matetica che è la disciplina che studia l'apprendimento.

Si è evidenziato come il processo educativo sia molto più ampio e distinto rispetto a quello dell'istruzione, intesa come insieme delle tecniche e delle pratiche per mezzo delle quali a un individuo vengono trasmesse nozioni teoriche o tecnico-operativo di una disciplina, di un'arte o di un'attività. Ciononostante oggi si tende a riconoscere alle fasi di istruzione la loro specificità e importanza all'interno di processi educativi volti a favorire contemporaneamente la formazione di autonomia, senso critico, e dialogico, potenziando le capacità esplorative dell'intelligenza e la creatività.
Il processo educativo, qui rappresentato in modo schematico, è in realtà un fenomeno di tipo complesso a causa delle molte variabili coinvolte, alcune delle quali di difficile controllabilità. Possiede inoltre forme di retroazione tra le quali quella più tipica si instaura tra docente-discente e mette spesso in atto processi di apprendimento reciproco. In queste fasi anche colui che insegna "impara" a insegnare.
Esistono fondamentalmente tre categorie o sistemi di educazione: i sistemi "formali", quelli "non formali" e quelli "informali".

### Sistemi di educazione formale
È quella che si svolge nei luoghi formali cioè deputati e formalmente riconosciuti come un sistema scolastico, dalla scuola primaria all'università, insieme con una svariata serie di istituti specializzati o di formazione tecnica e professionale:
- Nel mondo: nella maggior parte dei Paesi l'educazione dell'individuo è affidata, oltre che alle diverse agenzie dell'educazione non-formale e informale, ai diversi gradi della scuola pubblica con variabili livelli di obbligatorietà di frequenza.
- In Italia: nell'ordinamento scolastico italiano la cosiddetta "scuola dell'obbligo" è suddivisa in cinque anni di scuola elementare e tre di scuola media. La frequenza scolastica è obbligatoria dal compimento del sesto anno di età fino al sedicesimo. Dopo il titolo finale dell'obbligo (che una volta era la licenza media, mentre oggi è il diploma conclusivo di primo ciclo di studi) scatta il diritto-dovere di istruzione e formazione, previsto dalla legge n. 53/2003, per assolvere al quale è possibile iscriversi a una scuola secondaria superiore oppure intraprendere percorsi di formazione e lavoro o alternanza scuola-lavoro. La scuola pubblica nell'ordinamento amministrativo italiano veniva classicamente indicata come "Pubblica Istruzione". In seguito all'allargamento dell'apporto statale alla scuola anche in forma di contributi per le scuole private (confessionali e no), si è tolta l'accezione "pubblica" per l'indicazione dell'istituzione scolastica. Lo stesso ex Ministero della pubblica istruzione ("MPI") è stato ribattezzato Ministero dell'istruzione, dell'università e della ricerca ("MIUR"), accorpando così il settore istituzionale dell'università, fino ad allora MIUR. Nel 2006 sono stati ripristinati due ministeri distinti denominati Ministero della pubblica istruzione ("MPI") e Ministero dell'università e della ricerca ("MiUR").

#### Educazione prescolare
A fianco dell'educazione prescolare tradizionale, che segue il metodo montessoriano, in Italia nella seconda metà del Novecento si è sviluppato un approccio educativo per la fascia zero-sei anni che ha riscosso l'attenzione di pedagogisti, psicologi e studiosi di settore di tutto il mondo (Jerome Bruner, Howard Gardner, Gianni Rodari, James Heckman, ecc.). Si tratta del Reggio Emilia Approach, che ha visto la figura-simbolo di Loris Malaguzzi come ispiratore.
In particolare il Reggio Emilia approach è una filosofia educativa che si fonda sull'immagine di un bambino e, in generale, di un essere umano portatori di forti potenzialità di sviluppo e soggetti di diritti, che apprendono, crescono nella relazione con gli altri.
Questo progetto educativo globale, che viene portato avanti nelle Scuole e nei Nidi d'infanzia del Comune di Reggio Emilia e al quale si ispirano scuole di tutto il mondo, si fonda su alcuni tratti distintivi: la partecipazione delle famiglie, il lavoro collegiale di tutto il personale, l'importanza dell'ambiente educativo, la presenza dell'atelier e della figura dell'atelierista, della cucina interna, il coordinamento pedagogico e didattico.
Seguendo la centralità dei “cento linguaggi” di cui l'essere umano è dotato, tramite gli spazi atelier viene offerta quotidianamente ai bambini la possibilità di avere incontri con più materiali, più linguaggi, più punti di vista, di avere contemporaneamente attive le mani, il pensiero e le emozioni, valorizzando l'espressività e la creatività di ciascun bambino e dei bambini in gruppo.

### Sistemi di educazione non formale
Sono tutte quelle "attività educative organizzate" al di fuori del sistema di educazione formale. L'Unione Europea si è dotata di un programma, chiamato Gioventù in Azione (dal 2014 incluso nel più articolato Programma Erasmus+), per finanziare attività educative non formali per i giovani cittadini dei Paesi membri. Pur essendo riconosciuti dall'Unione europea, al pari di quelle formali, come strumenti per raggiungere le 8 Competenze chiave  Archiviato il 21 ottobre 2012 in Internet Archive., i sistemi di educazione non formale, però, non rivestono in Italia lo stesso riconoscimento del sistema formale. Queste attività sono spesso organizzate da enti o associazioni che possono rilasciare certificati di frequenza, ma non titoli o qualifiche di studio formalmente riconosciute. Lo stesso programma Gioventù in Azione rilascia ai partecipanti alle sue attività l'attestato Youthpass, che pur essendo riconosciuto in diversi altri Paesi europei e garantendo ad esempio crediti formativi del sistema educativo formale a chi partecipa a occasioni di educazione non formale, in Italia non dà diritto ad alcun riconoscimento formale.

### Sistemi di educazione informale
Sono tutti quei processi per mezzo dei quali, anche inconsapevolmente, si originano nell'individuo fenomeni educativi. Questo evento, altrettanto importante e spesso legato alla quotidianità, permette l'acquisizione di alcuni valori fondamentali, di molte abilità anche sociali e di conoscenze che potranno rivelarsi basilari nelle scelte di vita future. La famiglia, le conoscenze, il contesto sociale, i mass media unitamente alla qualità del contesto culturale sono variabili importanti di questo aspetto dell'educazione.

### Modelli e metodologie educative

#### Apprendimento cooperativo o cooperative learning.
Questo tipo di approccio all’insegnamento trova la sua origine intorno agli anni ’80 del secolo scorso. Tra gli autori ad aver spiccato per la creazione in Minnesota, di un metodo che costituirà la base dei principi del Cooperative Learning, chiamato Learning Together, si trovano David W. Johnson e Roger T. Johnson.
In Italia due autori, Comoglio e Cardoso, definirono delle condizioni per l’applicazione del Cooperative Learning in classe. Ogni partecipante dovrà essere consapevole di trovarsi in un ambiente di insegnamento in cui ognuno avrà la propria influenza sugli altri componenti, per cui tutti saranno responsabili del successo del gruppo. In questo contesto di cooperazione è fondamentale che ci sia un aiuto reciproco, in cui ci si sproni a vicenda per migliorare le prestazioni, perciò sarà fondamentale utilizzare competenze socialmente efficienti (leadeship, problem solving, decision-making, gestione dei conflitti).
La leadership non verrà attribuita a singoli partecipanti ma ognuno avrà il suo ruolo fondamentale per la riuscita del compito.
L’insegnante deve predisporre la formazione del gruppo di lavoro affinché funzioni, e rendere al corrente degli obiettivi specifici che ogni partecipante dovrà raggiungere. Infine, saranno messe a punto le valutazioni di cui si discuterà per trovarne punti di forza e di criticità.

#### Assalto mentale o brain storming.
L’assalto mentale, o brainstorming (letteralmente “tempesta di cervelli”), è una tecnica, utilizzata anche in ambito educativo-didattico, ma soprattutto nel contesto lavorativo gestionale e pubblicitario che ha lo scopo di raccogliere idee diverse per giungere a una soluzione a una problematica posta in partenza da colui che gestisce la conversazione.
Le diverse idee verranno raccolte e scritte su una lavagna, si procederà con l’analisi di queste discutendone una risposta omogenea e obiettiva. 
La tecnica del brainstorming, sebbene fosse diffusa già dai tempi del Medioevo in altre forme, cominciò la sua diffusione intorno agli anni '50 del 1900 grazie a un pubblicitario: Alex F. Osborne.
Nell’ambito educativo è una metodologia che trova numerose approvazioni in quanto permette agli studenti di mantenere la concentrazione su un determinato argomento, poiché viene richiesta la propria opinione che consentirà di creare una definizione univoca del concetto posto in partenza.

#### Tavola rotonda (Circle time)
Il circle time è una metodologia spesso utilizzata nella scuola dell’infanzia che sfruttando la metafora della tavola rotonda in cui ognuno seduto all’interno di un cerchio occupa una posizione importante, nessuno avrà la posizione di leader, solamente l’insegnante avrà il ruolo di conduttore della discussione.
Il tempo del cerchio sviluppa nel bambino competenze sociali e affettive.
L’insegnante chiederà ai bambini di disporsi ponendo le sedie in modo da formare un cerchio e si servirà di un oggetto di qualsiasi natura per gestire i turni all’interno della conversazione. È bene scegliere un momento della giornata o un giorno della settimana in cui verrà svolto.
Il conduttore dovrà aiutare i partecipanti a esprimere sentimenti riguardanti situazioni vissute nella loro vita, punti di vista su argomenti: questo aspetto permette al singolo bambino di sviluppare consapevolezza di sé.

##### Imparare facendo. Learning by doing
Il learning by doing è una metodologia didattica messa a punto da John Dewey, il quale fondò a Chicago una scuola per bambini dai 6 agli 11 anni, nella facoltà di psicologia della locale università, per testare l’apprendimento fondato sull’esperienza diretta.
Dewey abbandona l’insegnamento ormai superato basato sulla didattica frontale.
L’insegnante deve individuare un obiettivo che riesca a motivare la partecipazione dei bambini, questi ultimi dovranno sperimentare sulle conoscenze utilizzando le loro potenzialità acquisite in precedenza.
Il bambino dovrà sviluppare il pensiero divergente, agendo direttamente sugli apprendimenti i quali verranno interiorizzati riuscendo in tal senso ad applicare le conoscenze acquisite in ambiti differenti da quelli sperimentati inizialmente.
L'imparare facendo può essere applicato alle attività laboratoriali scolastiche, infatti, la visione del laboratorio povero, che esulando dallo spazio fisico è soprattutto un luogo mentale, costituisce una scelta metodologica da sperimentare in modo sistemico e può divenire buona prassi di insegnamento secondo una modalità learning by doing applicata agli stessi docenti. Elemento di innovazione pertanto sarà anche la possibilità di realizzare i kit insieme ai colleghi fruitori del percorso formativo.

##### Lezione frontale
La lezione frontale è una metodologia formativa che permette la trasmissione di saperi teorici.
L’insegnante inizialmente espone concetti utilizzando prettamente modelli, successivamente lascia la parola agli uditori affinché chiedano chiarimenti.
Durante una didattica frontale si possono utilizzare anche strumenti, quali manuali, libri di testo o supporti multimediali per la fruizione di materiali online.

##### Risoluzione problematiche (Problem solving)
Il problem solving è una metodologia che vede l’apprendimento come un processo che conduce il soggetto alla soluzione di problemi, attraverso il pensiero divergente. In ambito didattico questo tipo di tecnica è utilizzata prettamente per l’insegnamento della matematica.
Nel problem solving si individuano degli elementi caratterizzanti. Inizialmente il soggetto si trova davanti allo studio del problema, deve comprendere cosa ha di fronte e raccogliere il maggior numero possibile di informazioni, successivamente si farà una previsione si metteranno a punto gli strumenti e i tempi necessari.
Dopodiché inizierà la fase vera e propria della ricerca in cui si studieranno cause, conoscenze e dati.
Nel mentre si monitoreranno i risultati, se è necessario cambiare metodo o si sta percorrendo una strada che porterà a un esito positivo. Dopo il monitoraggio ci sarà lo studio dei risultati.

##### Gioco di ruolo (Role playing)
Role playing o gioco di ruolo nasce inizialmente come terapia psicologica per la gestione delle emozioni, è utilizzata tuttora soprattutto in ambito didattico e costituisce quindi una metodologia educativa che ha lo scopo di permettere al soggetto protagonista dell’apprendimento di immedesimarsi nel ruolo di un particolare personaggio. Secondo i principi del learning by doing questo consente di acquisire, interiorizzandolo, uno specifico apprendimento.

##### Apprendimento integrato di lingua e contenuti
Il CLIL (Content Language Integrate Learning, apprendimento integrato di lingua e contenuti) è una metodologia educativa sviluppatasi in Finlandia e in Olanda che ha lo scopo di trasmettere contenuti in inglese, in questo caso si riesce a unire trasmissione di apprendimenti e acquisizione o perfezionamento di una lingua differente da quella madre. Attualmente dal 2010 si è introdotto lo studio di una disciplina in lingua straniera per i Licei e gli Istituti tecnici, e di due nei Licei Linguistici a partire dal terzo e quarto anno.
La lingua deve essere calibrata sulle conoscenze degli studenti, altrimenti lo studio della disciplina non avrebbe successo, l’insegnante a tal proposito dovrà tradurre passando da una lingua all’altra attraverso il code-switching, nel caso gli alunni mostrassero criticità.

##### Flip teaching
Il modello educativo del flip teaching consiste prevalentemente nel capovolgere la didattica, far svolgere il lavoro che di solito gli studenti svolgono a casa, a scuola e viceversa.
Gli alunni familiarizzeranno con i contenuti da acquisire nelle proprie case, successivamente a scuola porranno all'insegnante domande che avranno preparato nella prima fase dell’apprendimento. Successivamente l’insegnante fornirà attività fondate sulla ricerca attiva e sul problem solving, rivestendo il ruolo di guida che darà aiuti nel caso fossero richiesti. Il Flip Teaching permette perciò una personalizzazione dell’apprendimento, in quanto ogni alunno approfondirà i concetti che non avrà compreso.
La metodologia si basa prevalentemente sull’uso di dispositivi elettronici quali computer o tablet, sia per la fase di studio individuale sia per quella di ricerca attiva. Per questo mostra delle criticità in quanto si potrebbero ridurre i rapporti umani.

### Educazione e problematiche di genere
Alcuni orientamenti pedagogici ripropongono di dare spazio all'educazione differenziata separando fisicamente i due sessi, in tutte o in alcune fasi dell'azione educativa. Secondo i promotori di queste metologie, gli studenti dei due generi trarrebbero diversi benefici dall'inserimento in classi o gruppi di apprendimento composti da persone dello stesso sesso.

### Educazione per sordi
Bambini e ragazzi appartenenti alla comunità sorda necessitano di pedagogia speciale.
È possibile insegnare loro attraverso la lingua dei segni, l'oralismo oppure entrambi.

## Principali temi

### Educazione alla società

#### Educazione stradale

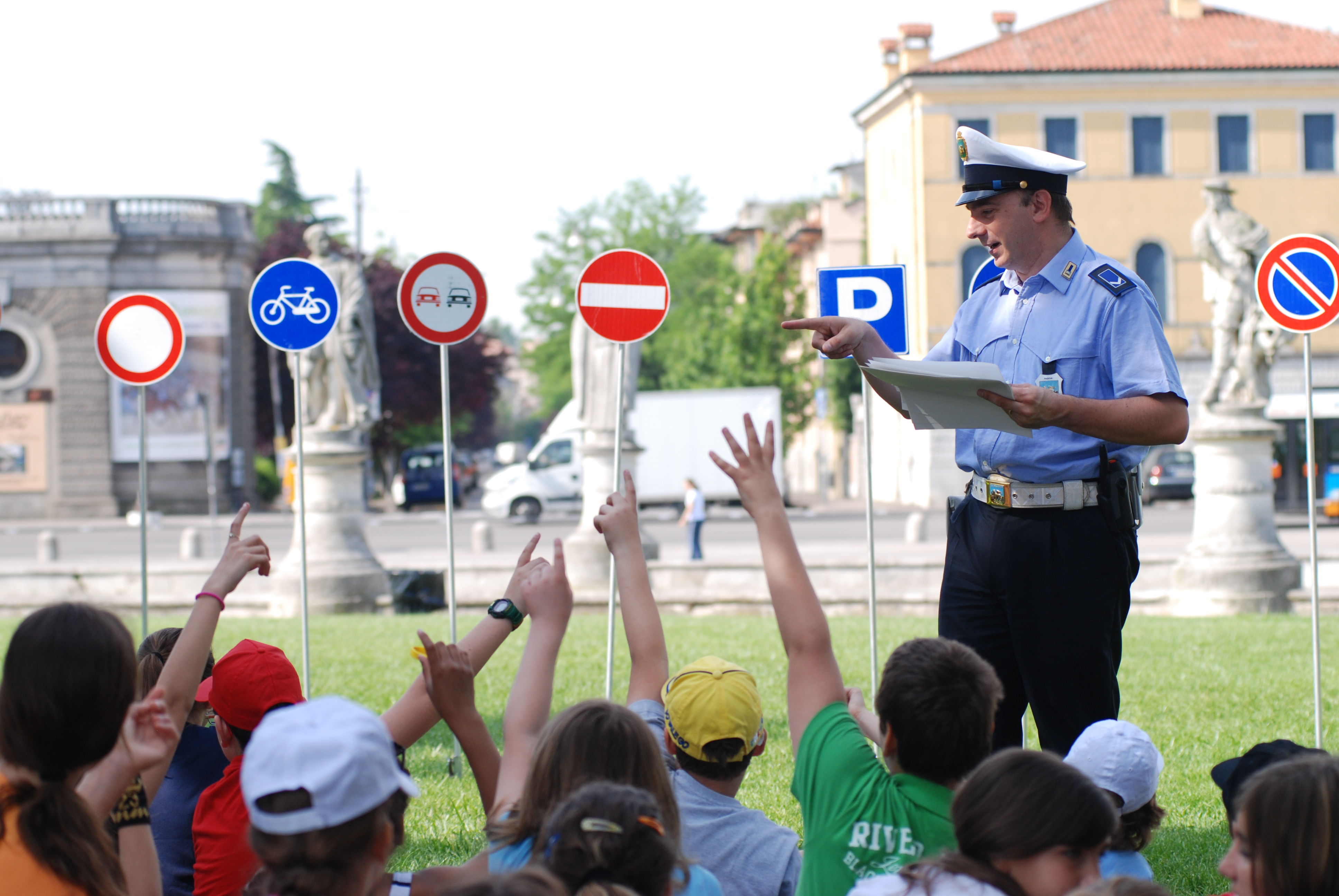
Agente di Polizia Municipale durante una lezione di educazione stradale

L'educazione stradale riguarda il rispetto delle regole definite nel Codice della strada per una usufruizione sicura della strada da parte di automobilisti (rispetto di semafori, precedenze, limiti di velocità, ecc.) e pedoni (semafori, divieti di attraversamento, ecc.). Se il termine è stato coniato per le regole attuali, già ben prima dell'invenzione del motore a scoppio esistevano delle regole, anche se molto più semplici e talvolta usate per non causare dispute. Ad esempio Alessandro Manzoni, ne I promessi sposi narra di Fra Cristoforo, autore di un delitto causato da una disputa per una precedenza tra pedoni nobili. Anche se il fatto è di fantasia, esso descrive le regole applicate all'epoca e un avvenimento verosimile. Anche i Romani avevano regole simili, e verosimilmente gran parte delle civiltà che hanno costruito delle strade.

### Educazione alla salute ed all'igiene

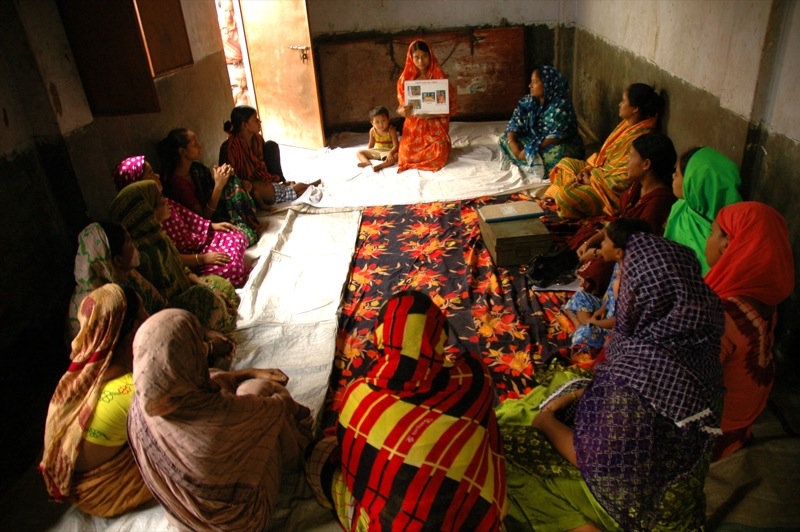
Una lezione di educazione prenatale in Bangladesh nel 2006

Non sempre è scontato conoscere il proprio corpo, ciò che gli fa bene o gli è nocivo. La conoscenza di tutto ciò che fa bene (e male) al corpo rientra nell'ambito dell'igiene. Con tale termine ci si riferisce abitualmente solo alla pulizia personale e dei cibi per evitare il proliferare di batteri nocivi; in realtà il senso di questa parola è più ampia e può includere tutte quelle abitudini da acquisire per non nuocere al proprio organismo, inclusa l'ergonomia.

#### Educazione fisica
È quella branca dell'educazione che utilizza attività motorie e sportive a fini formativi. Il corpo umano ha bisogno di movimento, sia per una corretta crescita, sia per il mantenimento di valide condizioni di salute. Se in passato la vita meno sedentaria favoriva l'acquisizione di corretti stili di vita attiva, le società post-industrializzate, informatizzate e globalizzate, mortificano la dimensione corporea dell'uomo nello sviluppo armonico della persona. Negli ultimi dieci anni in Occidente è segnalato in aumento il numero di obesi e di sovrappeso, specie in età giovanile, effetto dell'ipocinesia.
Nelle scuole le potenzialità positive del corpo vengono sviluppate talvolta direttamente con l'ausilio di esercitazioni finalizzate, talaltra ricorrendo alla pratica di sport quali ginnastica, pallavolo, corsa e simili. Un particolare aspetto dell'educazione fisica è l'ergonomia, ovvero l'assunzione delle posture più efficaci e igieniche.

#### Educazione sessuale
Un ramo particolare dell'educazione alla conoscenza del proprio corpo è l'educazione sessuale, principalmente perché talvolta certi argomenti non sono trattati per pudore nelle società più evolute, e inoltre per le differenze tra uomo e donna che si ritrovano ad avere problemi e necessità diverse. Essa va dalla conoscenza dell'apparato riproduttivo e quindi la relativa igiene, il ciclo mestruale e una conoscenza della trasmissione (e quindi prevenzione) delle cosiddette malattie veneree.

### Educazione tecnica

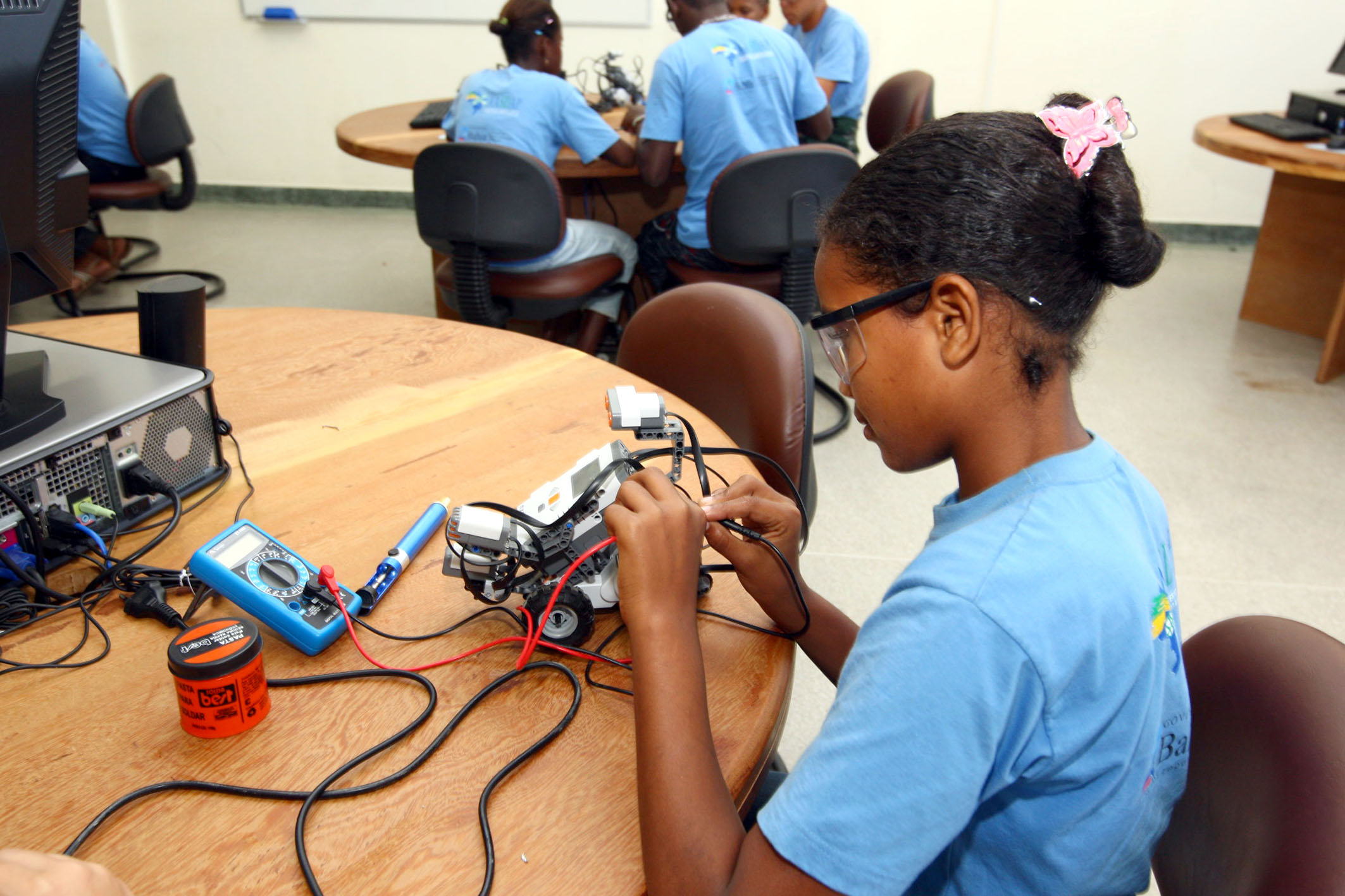
Studenti durante la realizzazione di piccoli robot al Centro de Educação Cientifica di Serrinha in Brasile

L'educazione tecnica mira a dare la mentalità e delle conoscenze tecniche per affrontare semplici problemi. Ad esempio la conoscenza di semplici macchine (come le leve) se ci si trova nella situazione di dover spostare pesi. Tali conoscenze costituiscono la base per ogni studio approfondito di materie correlate alla tecnologia.

## Educazione a livello europeo ed internazionale
L'idea di armonizzare i sistemi educativi europei, nasce fin dall'avvento della Comunità europea ma inizia a realizzarsi solo negli anni novanta. Nel 1999 il Processo di Bologna avvia un percorso di uniformazione dei sistemi scolastici che porta nel 2010 al varo dello Spazio europeo dell'istruzione superiore.
Nel mondo, l'Organizzazione per la cooperazione e lo sviluppo economico (OCSE) si occupa di dare una valutazione dei sistemi di istruzione nei vari paesi.